# Quite Interesting
Q.I. (Quite Interesting) è un programma televisivo britannico, in onda dall'11 settembre 2003 sui canali BBC, creato da John Lloyd, già produttore della serie Blackadder, e presentato da Stephen Fry dal 2003 al 2016 e da Sandi Toksvig dal 2016 in poi. Si tratta di una parodia di quiz che abbina intelligenza, cultura e umorismo.
Ogni stagione ha come tema una lettera dell'alfabeto: gli episodi della prima serie sono incentrati su argomenti la cui lettera iniziale è la A ("Adam", "Astronomy", "Aquatic Animals" ecc.), quelli della seconda serie sulla lettera B ("Blue", "Birds", "Bombs", ecc.) e così via.
Al gioco partecipano quattro concorrenti (panelists), solitamente comici e attori, anche se in alcuni episodi sono intervenuti personaggi popolari di altra estrazione, come il fisico Brian Cox. Uno dei quattro concorrenti è ospite fisso della trasmissione, l'attore e comico Alan Davies, che siede alla destra del presentatore.
Le domande poste ai concorrenti vengono preparate da un team di ricercatori ("the QI Elves", gli elfi di QI) e sono spesso fuorvianti, oscure e comunque molto difficili. Stephen Fry, nell'episodio pilota (mai andato in onda), ha introdotto il concetto alla base del programma: "[...] Uno show dove le risposte sono molto più interessanti delle domande, ma le domande sono completamente impossibili. Dato che non mi aspetto che alcuno dei concorrenti dia la risposta esatta, assegnerò dei punti solo in base a quanto io trovi le loro risposte interessanti, senza considerare se siano corrette o anche solo pertinenti". Punti possono anche essere sottratti ad un concorrente, se le risposte sono banalmente sbagliate o riflettono erronei luoghi comuni.

## Origine del nome
Come affermato dallo stesso John Lloyd, il titolo della trasmissione voleva richiamare, per paronomasia, la sigla I.Q., cioè quoziente d'intelligenza, combinandola con la frase di uso comune "That's quite interesting", che commenta la scoperta di un fatto ignoto e curioso . Il nome è azzeccato, se si riflette sul tipo di domande che vengono poste agli ospiti dello show.

## Struttura del gioco
Ogni puntata viene registrata in uno studio televisivo dinanzi ad un pubblico; dalle due ore dello spettacolo dal vivo viene editata la versione classica del programma, che dura circa 30 minuti, nonché delle versioni XL (45 minuti) e XS (15 minuti) trasmesse in replica o su altri canali.
Dopo il saluto del presentatore al pubblico, vengono presentati gli ospiti. Si procede poi alla prova pulsanti: il suono di ciascuno di questi richiama il tema della puntata (ad esempio l'ingegneria, l'elettricità...). Il pulsante di Alan Davies, che viene schiacciato per ultimo, emette un rumore buffo e stona sempre con quello degli altri tre.
Si procede poi ad un primo round di domande. Alle risposte dei concorrenti fanno seguito battute umoristiche e simpatiche divagazioni. Gli stessi Fry e Toksvig sono attori e comici di levatura e contribuiscono in modo determinante alla godibilità delle discussioni.
Alcune risposte, particolarmente prevedibili e sbagliate, vengono segnalate con una sirena e appaiono sugli schermi posti dietro i concorrenti. Capita spesso che a cadere in questi "tranelli" sia Alan Davies.
I "QI Elves" seguono in diretta il programma, fornendo informazioni o smentendo affermazioni dei concorrenti in tempo reale. Può anche succedere che dei telespettatori scrivano alla redazione del programma facendo presenti errori e incongruenze; famoso l'episodio in cui al comico Dara Ó Briain vennero sottratti dei punti per via di una domanda posta in una stagione precedente e la cui risposta, ritenuta corretta all'epoca, è stata poi rettificata da un telespettatore.
Gli ultimi dieci minuti dello show sono riservati alla sezione chiamata "General Ignorance" (trad: ignoranza generale, chiaro riferimento alle domande di cultura generale). È proprio in questa fase che i concorrenti commettono più errori. Alla fine, il presentatore legge i punteggi e determina la classifica proclamando il vincitore della puntata.

## Versioni e pubblicazioni
Il programma originale viene trasmesso in quasi tutti i paesi anglofoni, e sono state prodotte versioni del format in Olanda, Repubblica Ceca, Svezia e Danimarca. Diverse stagioni del programma originale sono disponibili su DVD e fanno parte del palinsesto di alcune piattaforme streaming.
Nel 2005 e nel 2007 la Warner Home Video ha pubblicato due DVD interattivi: QI: A Quite Interesting Game e QI: Strictly Come Duncing.
Nel 2006 l'autore del programma John Lloyd e il responsabile delle ricerche John Mitchinson hanno scritto il libro "The book of general ignorance", pubblicato da Faber and Faber in cui affrontano umoristicamente le tematiche su cui QI si basa, incluse le più popolari credenze fallaci. Ad esso hanno fatto seguito diversi altri contributi, di cui solo due ("Il libro dell'ignoranza"  e "Il libro dell'ignoranza sugli animali", entrambi pubblicati da Einaudi) tradotti in italiano.

## Riconoscimenti
QI ha ottenuto molte candidature ai BAFTA, ai British Comedy Awards e ad altri concorsi nazionali, sia per il programma nel suo complesso sia per il contributo di Stephen Fry. Ha ricevuto, fra gli altri, il premio della British Comedy Guide per miglior programma a quiz nel 2006 e nel 2007, il premio della Royal Television Society per miglior programma di intrattenimento nel 2008 e il Comedy.co.uk Award per miglior programma a quiz nel 2012.